# Lego Art
Lego Art er en produktlinje produceret af den danske legetøjskoncern LEGO, der blev introduceret i 2020.
Serien tilbyder sæt baseret på ikoniske personer og karakterer fra popkultur, som kan genskabes i et mosaik-lignende format med 1×1 Lego fliser. Efter lanceringen af Lego DOTS, der var et tema primært rettet mod børn, blev Lego Art det andet kreative 2D-serie der blev lanceret af The Lego Group i 2020.
I juli 2020 kom Lego Art på shortlist til Play Creators Awards 2020.

## Sæt
- 31197: Andy Warhol's Marilyn Monroe
- 31198: The Beatles
- 31199: Marvel Studios Iron Man
- 31200: Star Wars The Sith
- 31201: Harry Potter Hogwarts Crests
- 31202: Disney's Mickey Mouse
- 31203: World Map